# Debut Tour
Debut Tour fue la primera gira internacional de la cantante islandesa Björk, centrada en su primer disco Debut. Estuvo de gira de 1993 a 1994. La gira lanzó al mercado un VHS y un DVD del tour. Como material diferente, Debut Live contiene material de las presentaciones que proporcionó Björk en MTV Unplugged.

## Lista de canciones
| Canción                                                                   | Álbum          |
| ------------------------------------------------------------------------- | -------------- |
| "Human Behaviour"                                                         | Debut          |
| "Atlantic"                                                                | Debut (b-side) |
| "One Day"                                                                 | Debut          |
| "Venus as a Boy"                                                          | Debut          |
| "Come to Me"                                                              | Debut          |
| "The Anchor Song"                                                         | Debut          |
| "Like Someone In Love"                                                    | Debut          |
| "Play Dead"                                                               | Debut (b-side) |
| "Crying"                                                                  | Debut          |
| "Violently Happy"                                                         | Debut          |
| "There's More to Life Than This"                                          | Debut          |
| "Big Time Sensuality"                                                     | Debut          |
| "Army of Me" (Inédita para la fecha)                                      | Post           |
| "Síðasta Ég"                                                              | Debut (b-side) |
| "Stígðu Mig"                                                              | Debut (b-side) |
| "The Modern Things" (Inédita para la fecha)                               | Post           |
| "Moðir" (Inédita, se cantó una vez en el festival de Glastonbury en 1994) | Inédita        |

- Datos: Q17004625